# Eaux-Puiseaux
Eaux-Puiseaux ist eine französische Gemeinde mit 251 Einwohnern (Stand: 1. Januar 2022) im Département Aube in der Region Grand Est (bis 2015 Champagne-Ardenne). Sie gehört zum Arrondissement Troyes und zum Gemeindeverband Le Val d’Armance. Die Bewohner werden Puisotins und Puisotinnes genannt.

## Geografie
Eaux-Puiseaux liegt etwa auf halbem Weg zwischen den Städten Troyes am Rand des 60 Kilometer langen und bis 20 Kilometer breiten Waldgebietes Forêt d’Othe. Das 8,61 km² umfassende Gemeindegebiet weist keine oberirdischen Fließgewässer aus, was am kalkhaltigen Untergrund liegt. Das Bodenrelief ist leicht nach Süden geneigt und einige Trockentäler können bei Starkregen oder Schneeschmelze überschüssiges Wasser nach Süden in Richtung des Armance-Flusstales abführen.
Die Gemeinde besteht aus den beiden Dörfern Eaux und Puiseaux sowie den Weilern Les Bordes und Chêne Millot. Zwischen Eaux und Puiseaux stehen etwas isoliert Kirche und Rathaus.
Umgeben wird Eaux-Puiseaux von den Nachbargemeinden Maraye-en-Othe im Norden, Auxon im Osten und Süden sowie Vosnon im Westen.

## Geschichte
Die Gemeinde Eaux-Puiseaux wurde 1849 durch Herauslösung aus der Gemeinde Auxon gebildet.

### Bevölkerungsentwicklung
| Jahr      | 1962 | 1968 | 1975 | 1982 | 1990 | 1999 | 2011 | 2021 |
| --------- | ---- | ---- | ---- | ---- | ---- | ---- | ---- | ---- |
| Einwohner | 248  | 216  | 186  | 186  | 172  | 194  | 234  | 254  |

Im Jahr 1851 wurde mit 825 Bewohnern die bisher höchste Einwohnerzahl ermittelt. Die Zahlen basieren auf den Daten von cassini.ehess und INSEE.

## Sehenswürdigkeiten
- Église Notre-Dame-de-la-Nativité (Kirche Mariä Geburt)
- namenlose Kapelle im Weiler Les Bordes
- Museum zur Tradition der Cidre-Herstellung

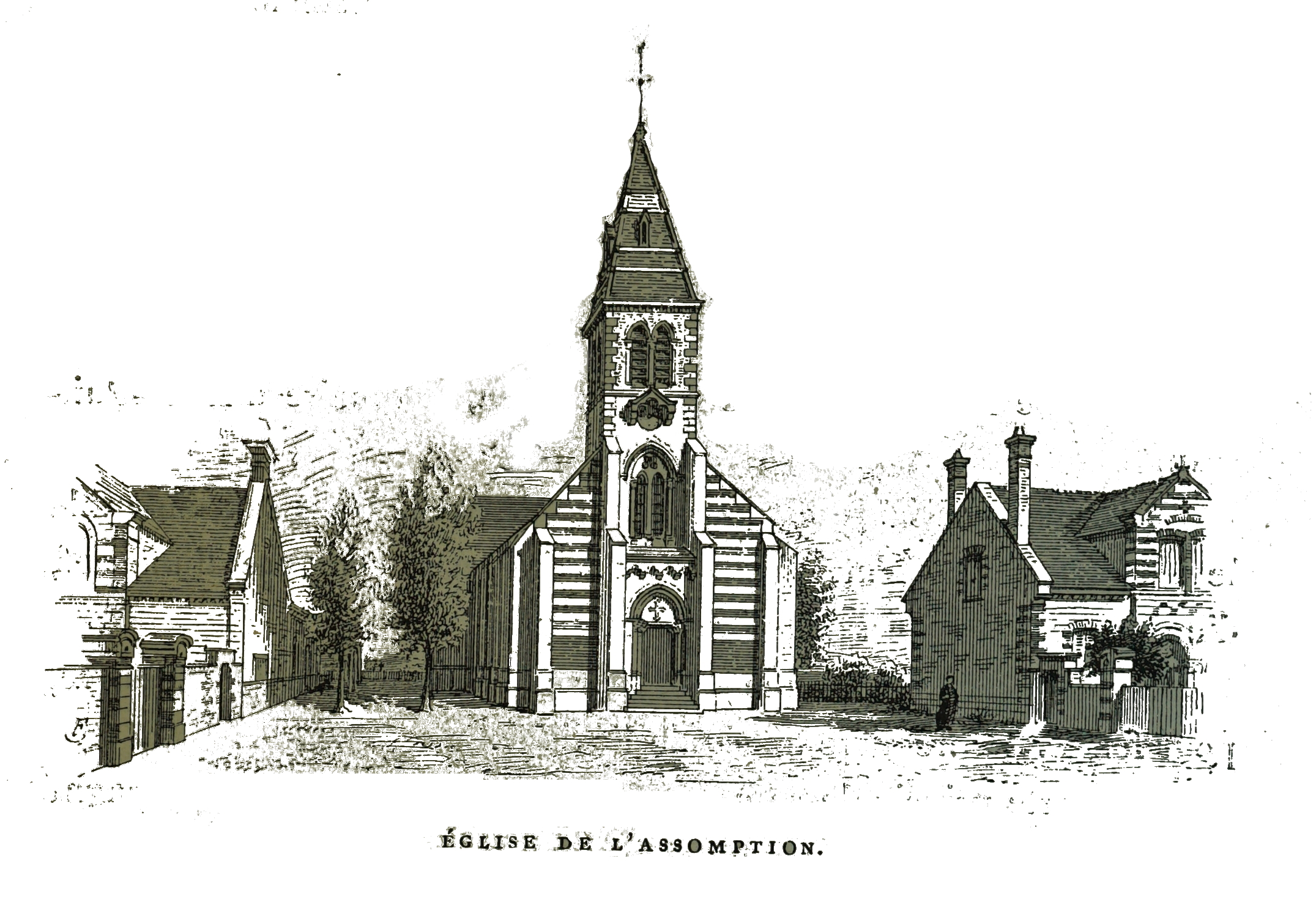
Kirche Mariä Geburt

- Gefallenendenkmal

## Wirtschaft und Infrastruktur
In Eaux-Puiseaux sind neun Landwirtschaftsbetriebe ansässig, die sich hauptsächlich mit dem Getreideanbau beschäftigen.
In der Gemeinde gibt es keinen Kindergarten und keine Schulen; den Bedarf deckt die Nachbargemeinde Auxon ab.
Die südliche Gemeindegrenze von Eaux-Puiseaux bildet die Nationalstraße 77, die von Troyes nach Auxerre führt.

## Persönlichkeiten
Der Schriftsteller Robert Antelme (1917–1990) verbrachte seine letzten Lebensjahre in der Rue des Bordes in Eaux-Puiseaux.

## Belege
1. ↑  Eaux-Puiseaux auf cassini.ehess.fr (französisch)
2. ↑  Eaux-Puiseaux auf cassini.ehess
3. ↑  Eaux-Puiseaux auf INSEE
4. ↑  Landwirtschaftsbetriebe auf annuaire-mairie.fr (französisch)